# Pheline Roggan
Pour les articles homonymes, voir Pheline et Roggan.
Pheline Roggan, née le 13 juin 1981 à Hambourg, est une actrice de théâtre et de cinéma allemande. Elle habite à Hambourg.

## Filmographie
- 2004 : Anna and the Soldier (court métrage) : Anna
- 2004 : Kebab Connection : Punkerin
- 2006 : Valerie : Vicky
- 2007 : Mission sauvetages (série télévisée) : Karin Fischer
- 2007 : Säure - Acid : Chiara
- 2007 : House of Fear: Prologue (court métrage) : Susan
- 2008 : Chiko : Jill
- 2008 : Die Glücklichen : Angela
- 2008 : Dancing with Devils (téléfilm) : Pheline
- 2009 : Stralsund (série télévisée)
- 2009 : Anker werfen (court métrage) : Laura
- 2009 : Soul Kitchen : Nadine Krüger
- 2009 : Mörder auf Amrum (téléfilm) : Lona
- 2009 : 13 Semester : Denise
- 2009 : Küstenwache (série télévisée) : Sarah Burckhardt
- 2010 : Koffie to Go (mini-série) : Sandy (3 épisodes)
- 2010 : Schallstörung (court métrage)
- 2010 : Sunny und Roswitha (court métrage) : Sunny
- 2010 : Dem Besten aller Väter (court métrage) : la petite amie
- 2011 : Lisas Fluch (téléfilm) : Angela Schneider
- 2010-2011 : Tatort (série télévisée) : Sonja Tossik (2 épisodes)
- 2011 : Ein mörderisches Geschäft : Elisabeth Steiner
- 2011 : Cendrillon (téléfilm) : Annabella, la demi-sœur
- 2012 : Russendisko : Helena
- 2012 : Bankraub für Anfänger (téléfilm) : Miriam Böhm
- 2012 : Leg ihn um! - Ein Familienfilm : Elisabeth Manzl
- 2013 : Dedowtschina (court métrage)
- 2013 : Die letzte Spur (série télévisée) : Krista Hansen
- 2013 : Morden im Norden (série télévisée) : Clara Anderson
- 2013 : Si-o-se Pol : Almut Dorn
- 2013 : Kripo Holstein - Mord und Meer (série télévisée) : Swantje Molander
- 2014 : The Genital Warriors : la terroriste #1
- 2014 : Jak całkowicie zniknąć (How to Disappear Completely) : Mala rozbojniczka
- 2014 : Grantchester (série télévisée) : Hildegard Staunton (4 épisodes)
- 2014 : Heiter bis tödlich - Hauptstadtrevier (série télévisée)
- 2014 : Young Sophie Bell : Simone
- 2014 : Besuch im Wald (court métrage) : Jule
- 2015 : Gruber geht : Ruth
- 2015 : Shades of Guilt (mini-série) : la secrétaire (2 épisodes)
- 2015 : Polizeiruf 110 (série télévisée) : Sandra Rottmann
- 2015 : Zweimal Lebenslänglich (téléfilm) : Julia Stephan
- 2015 : Und ich so: Äh (court métrage) : la femme blonde
- 2016 : Sex & Crime : Katja
- 2016 : Beginner: Es war einmal... (court métrage) : la lady Vintage
- 2016 : Was hat uns bloß so ruiniert : Mignon
- 2016 : Hey Bunny : Sunny
- 2017 : Nicole's Cage (court métrage) : Nicole
- 2017 : Auf der anderen Seite ist das Gras viel grüner : Linda
- 2017-2018 : Jerks (série télévisée) : Pheline (20 épisodes)
- 2018 : Berlin, I Love You : Anne